# هریت هوسمر
هریت هوسمر (انگلیسی: Harriet Hosmer؛ ۹ اکتبر ۱۸۳۰ – ۲۱ فوریهٔ ۱۹۰۸) یک مجسمه‌ساز اهل ایالات متحده آمریکا بود.

## نگارخانه

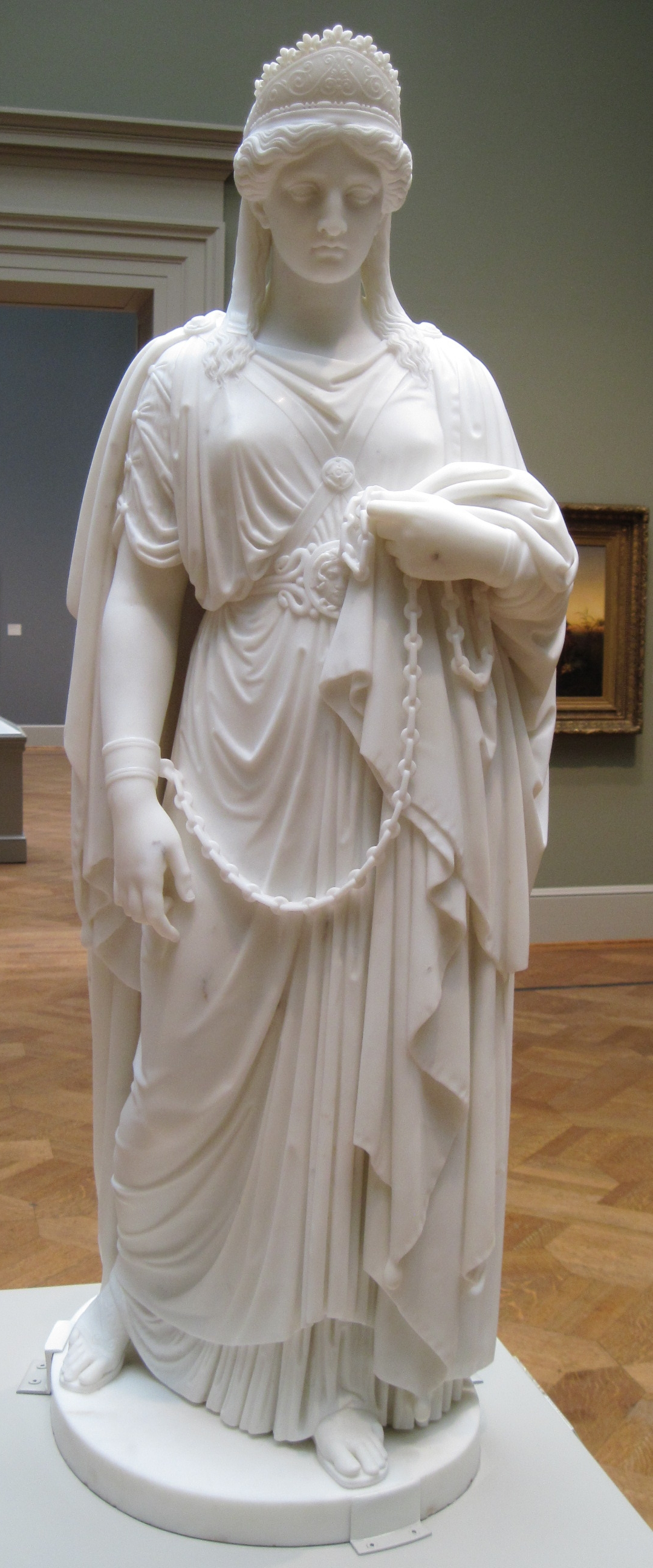
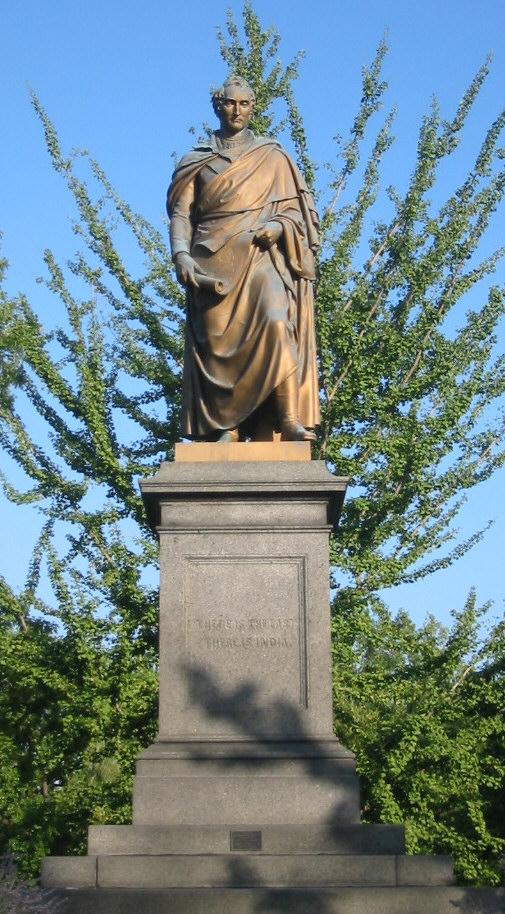
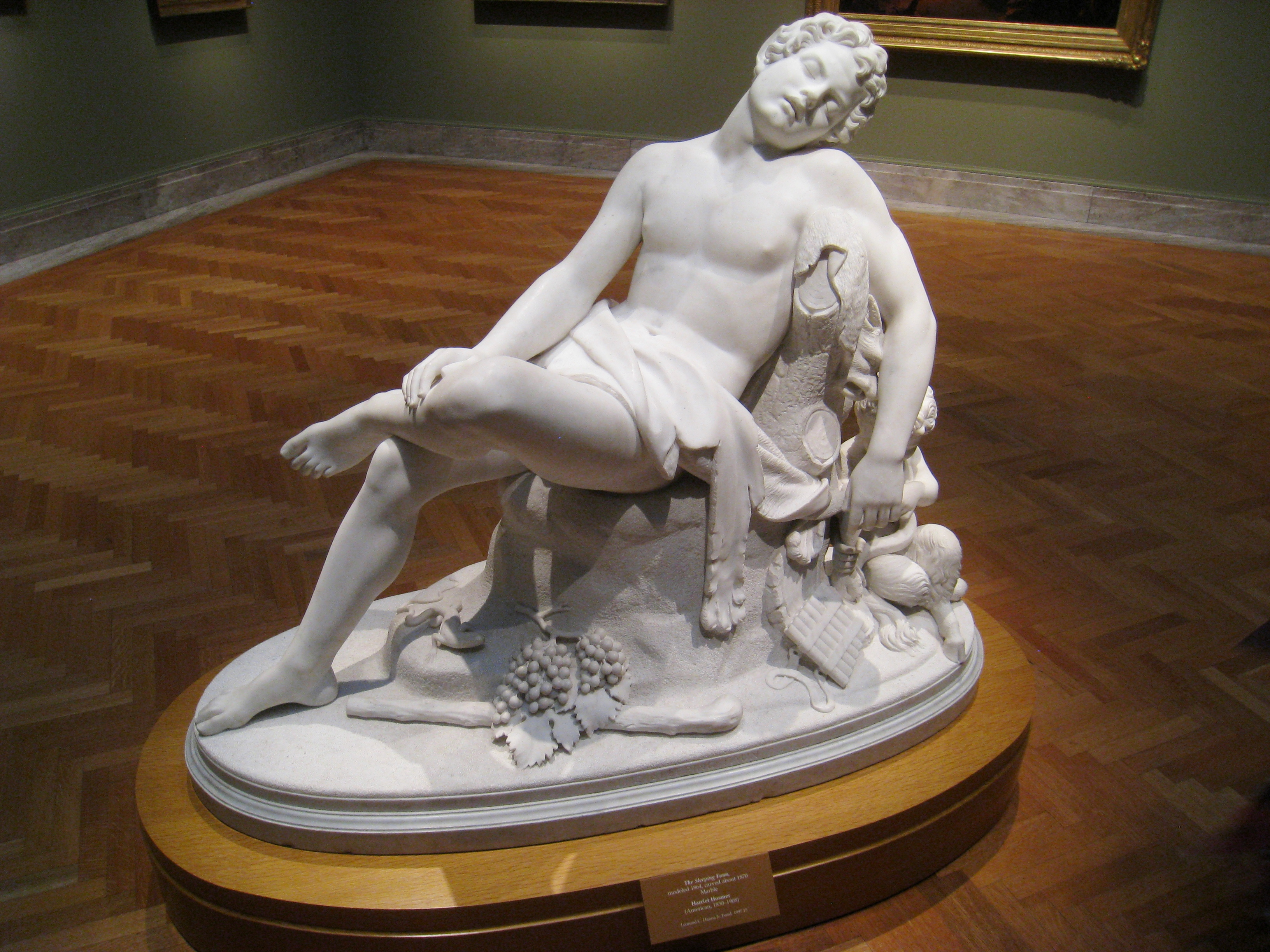